# Platyspira tanasevitchi
Platyspira tanasevitchi es una especie de araña araneomorfa de la familia Linyphiidae. Es el único miembro del género monotípico Platyspira.

## Distribución y hábitat
Es endémica de la provincia de Guizhou, en las grutas kársticas.